# Площадь Корделье в Лионе
«Пло́щадь Корделье́ в Лио́не» (фр. La Place des Cordeliers à Lyon, 1895) — немой документальный короткометражный фильм; один из первых фильмов, снятых братьями Люмьер.
Фильм был показан девятым на первом платном люмьеровском киносеансе из десяти фильмов в Париже в подвале «Гран-кафе» на бульваре Капуцинок 28 декабря 1895 года.

## Сюжет
В фильме показана площадь Корделье в городе Лион в разгар дня: проезжают конки, экипажи, ходят люди. Как и все первые фильмы Люмьеров, этот также отснят на 35-мм киноплёнку с соотношением сторон кадра 1,33:1.